# Donau River Information Services
Die Donau River Information Services (DoRIS) sind ein elektronisches System zur Verkehrslenkung in der Binnenschifffahrt auf der Donau.

## Geschichte
Im Herbst 1999 wurde im Rahmen des EU-Technologieprojektes INDRIS (Inland Navigation Demonstrator für River Information Services) die technische Machbarkeit eines auf Datenfunkkommunikation basierenden Telematiksystems für die Binnenschifffahrt erfolgreich demonstriert. Auf Basis dieser Projektergebnisse wurde in Österreich von der Obersten Schifffahrtsbehörde und der via donau ein Konzept für ein RIS auf der Donau  erarbeitet.

### Modernisierung der Donauschifffahrt
Europa verfügt über 39.000 km schiffbare Wasserstraßen, die bedeutende Wirtschaftsgebiete und Industriestädte miteinander verbinden. Die Binnenschifffahrt ist ein verlässlicher, ökonomischer und umweltfreundlicher Verkehrsträger und wird auch von der Europäischen Union als bedeutender Partner im intermodalen Verkehr gesehen. Die wachsende Nachfrage nach hochwertigen kosten- und zeitsparenden Transportleistungen sowie die elektronische Bereitstellung von Informationen sind zu einem wichtigen Erfolgsfaktor für Logistikunternehmen geworden. Um die Binnenschifffahrt für diese Bedürfnisse zu rüsten, wurden in Europa maßgeschneiderte Informations- und Managementdienste – River Information Services (RIS) – entwickelt, die sowohl den Gütertransport als auch die Personenschifffahrt auf der Wasserstraße unterstützen.
Die mittels RIS verfügbaren Daten bilden eine Informationsgrundlage zur Unterstützung von verkehrs- und transportbezogenen Aufgabenstellungen. Darauf aufbauend ermöglichen RIS die laufende Abstimmung von logistischen Prozessen mit dem tatsächlichen Transportverlauf. Sowohl Behörden als auch kommerzielle Unternehmen können die angebotenen Informationen und Services nutzen und weiterverarbeiten.
Die Europäische Union hat in mehreren Initiativen die Bedeutung von RIS für die europäische Verkehrspolitik betont. Einen wesentlichen Beitrag leistet die mit Oktober 2005 in Kraft getretene RIS-Rahmenrichtlinie, welche den Einsatz von Schifffahrtsinformationsdiensten für europäische Binnenwasserstraßen der Klasse IV bis VII regelt. Die Bedeutung von RIS wird in Österreich durch den Nationalen Aktionsplan Donauschifffahrt unterstrichen, der die Grundlage für die österreichische Schifffahrtspolitik bis 2015 bildet. Der Aktionsplan definiert Maßnahmen, mit denen die Rahmenbedingungen für die Schifffahrt nachhaltig verbessert werden sollen – dazu zählt auch die Implementierung und Weiterentwicklung von RIS.

### River Information Services in Österreich (DoRIS)

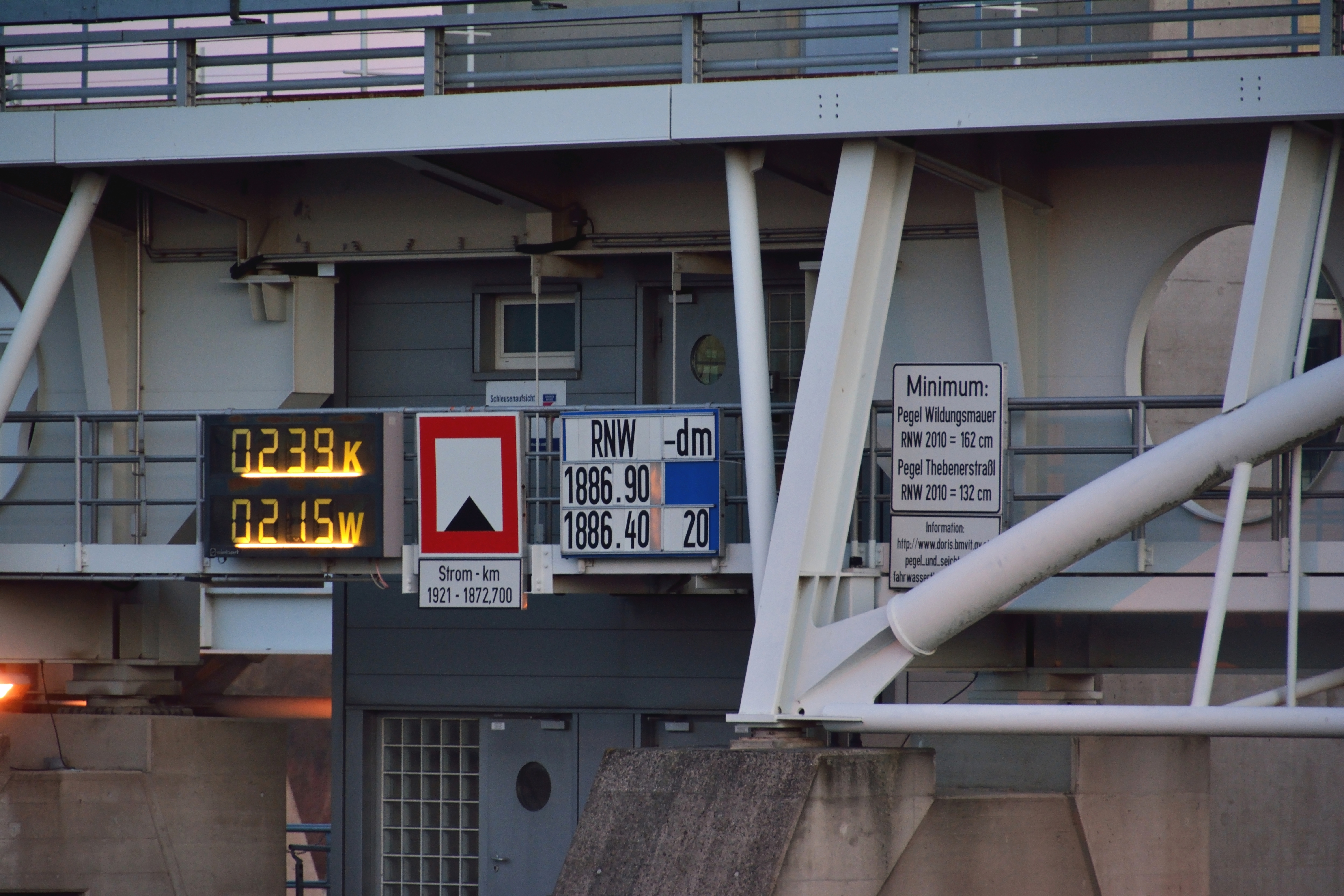
Informationen für die Schifffahrt an der Schleuse des Donaukraftwerks Freudenau (Wien)

In Zusammenarbeit mit der Obersten Schifffahrtsbehörde hat via donau ein Konzept entwickelt, welches nach einer europaweiten Ausschreibung von einem österreichischen Systemlieferanten implementiert wurde. via donau koordinierte die Umsetzung von DoRIS und fungiert – seit Inbetriebnahme des Systems Anfang 2006 – als RIS-Betreiber in Österreich.
Alle wesentlichen Systemkomponenten und Services von DoRIS basieren auf den Standards der EU, der UN/ECE und der beiden Flusskommissionen Donaukommission und Zentralkommission für die Rheinschifffahrt. DoRIS ist damit weltweit die erste umfassende RIS-Installation entsprechend den europäischen Initiativen.
Das System ist online und inzwischen auch als App verfügbar.
2014 wurde auf dem ITS Europe Congress in Helsinki DoRIS zu einer der zehn besten Verkehrs-Applikationen gekürt.

### Vernetzung
Die Abstimmung mit den Donauländern und westeuropäischen Partnern erfolgte im Rahmen des bereits erfolgreich abgeschlossenen EU-Technologieprojektes COMPRIS, um eine umfassende Einführung von RIS in Europa zu gewährleisten. Im Rahmen von Folgeprojekten kooperiert via donau mit einigen Donauländern für nationale RIS-Implementierungen.
Auf Basis des Formats Nachrichten für die Binnenschifffahrt (NfB, Notices to Skippers) ist der Nachrichtendienst heute mit Deutschland und der Slowakei vernetzt.
2014 konnte eine kompatible App mit SlovRIS (Slovak  River Information Services), dem Slowakischen Flussinformationssystem, geschaffen werden.

## Funktionsweise von DoRIS
Die Kernfunktion des Informationssystems DoRIS ist die Erfassung und Darstellung von Schiffen auf einer elektronischen Binnenschifffahrtskarte (Inland ENC – Inland Electronic Navigational Chart) mit den wichtigsten nautischen Informationen über das Fahrwasser sowie der Verkehrsregelung.
Die statischen Daten der Schifffahrtskarten werden durch aktuelle Informationen über europaweit standardisierte elektronische Nachrichten für die Binnenschifffahrt ergänzt. Diese Nachrichten können in zwölf Sprachen und in einem maschinenlesbaren XML-Format für die Verwendung in automatischen Reiseplanungssystemen abgefragt werden.
Hauptelement von DoRIS sind Inland AIS-Transponder, die über VHF-Datenfunk die eigene, mittels GNSS (z. B. GPS) bestimmte, aktuelle Position und andere Daten mit anderen ausgerüsteten Schiffen und landseitigen Einrichtungen austauschen. Dieser Datenfunk basiert auf einem von einer europäischen Expertengruppe für Tracking und Tracing (engl. track Weg; trace Verfolgung, Protokoll) spezifizierten Standard, dem so genannten Inland AIS-Standard. Dieser garantiert vollständige Kompatibilität zu dem maritimen AIS-System, weist aber spezifische Erweiterungen für die Binnenschifffahrt auf.
DoRIS verarbeitet zum einen statische Daten der Schiffe, die der Schiffsführer manuell eingibt, wie Angaben zu Schiffs- und Verbandstyp, Schiffsabmessungen, maximalem Tiefgang, Gefahrgutinformation, Zielhafen sowie geschätzter Ankunftszeit. Zum anderen werden dynamische Daten der Schiffe wie Kurs und Geschwindigkeit vom AIS-Transponder laufend automatisch über die beiden AIS-Funkkanäle gesendet.
Zur Darstellung des aktuellen Verkehrsbildes wird an den Transponder ein PC mit entsprechender Software, dem sogenannten Inland ECDIS-Viewer (Electronic Chart Display and Information System), angeschlossen. Für die Navigation kann das Verkehrsbild auch unter ein bestehendes Radarbild gelegt werden (Radar Map Matching).
Um die Abfrage von DoRIS-Daten auch an Land zu ermöglichen, wurden entlang des Ufers Basisstationen inklusive Transponder errichtet, um die Schiffsdaten empfangen und weiterleiten zu können. Diese Daten werden zuerst in die so genannten Revierzentralen in den Schleusen und anschließend in die nationale Leitstelle übertragen, wo sie zentral in einer Datenbank gespeichert werden und die Grundlage für weitere DoRIS-Services bilden.

### Nutzen von DoRIS
DoRIS ist ein entscheidendes Instrument für die Modernisierung der Donauschifffahrt und unterstützt die Teilnehmer in der Logistik- und Transportkette. Es erhöht die Verkehrssicherheit und verbessert die Wirtschaftlichkeit, Zuverlässigkeit und Planbarkeit der Transporte auf der Donau.
- Schiffsführer: DoRIS liefert dem Schiffsführer mithilfe der elektronischen Binnenschifffahrtskarten zusätzlich wichtige nautische Informationen. Die Darstellung des Verkehrsgeschehens erfolgt mit größerer Reichweite und bietet wesentlich mehr Übersicht als dies bisher mittels Radar möglich war. Damit wird ein wesentlicher Beitrag zur Verkehrssicherheit geleistet.
- Flottenmanager: Da mit DoRIS exakte Transportzeitbestimmungen möglich sind, können Schifffahrtsunternehmen die Fahrten genauer kalkulieren und mithilfe eines automatischen Abweichungsmanagements die Differenzen rechtzeitig erkennen.
- Hafenbetreiber: Die zuverlässige und laufend aktualisierte Ankunftszeit der Schiffe ermöglicht den Häfen eine optimierte Auslastung ihrer Hafenressourcen.
- Logistikdienstleister: Frachtdaten können mit den von DoRIS bereitgestellten Verkehrsdaten verknüpft werden. Das ermöglicht allen Partnern der Logistikkette eine genaue Echtzeit-Verfolgung der Transportgüter. Neben diesen Anwendungen liefert DoRIS auch wertvolle statistische Informationen zur Planung.
- Schleusenbetreiber: Für die Schleusenbetreiber eröffnen sich mit RIS neue Möglichkeiten. Das taktische Verkehrsbild erlaubt einen genauen Überblick über die Verkehrsbewegungen im Einzugsgebiet der Schleusen und unterstützt die vorausschauende Planung von Schleusungen.
- Behörden und Einsatzkräfte: Die elektronische Weiterverarbeitung aller Informationen im DoRIS-System erleichtert die Überwachung von Gefahrguttransporten sowie die Koordination von Einsatzkräften bei einem Unfall. Für die Abwicklung der Grenzabfertigung wird die elektronische Vorabmeldung von Fracht- und Personendaten sowie die Onlineverfolgung von grenzüberschreitenden Transporten ermöglicht.